# The Gunfighter (film, 1923)
Pour les articles homonymes, voir The Gunfighter.
Pour plus de détails, voir Fiche technique et Distribution.
The Gunfighter (littéralement : L'Artilleur) est un film muet américain réalisé par Lynn Reynolds, sorti en 1923.

## Fiche technique
- Titre : The Gunfighter
- Réalisation : Lynn Reynolds
- Scénario : Lynn Reynolds, d'après le  roman de Max Brand Hired Guns
- Photographie : Devereaux Jennings
- Producteur : William Fox
- Société de production :  Fox Film Corporation
- Société de distribution :  Fox Film Corporation
- Pays d'origine :  États-Unis
- Langue : film muet avec les intertitres en anglais
- Métrage : 1 432,56 m (5 bobines)
- Format : Noir et blanc — 35 mm — 1,33:1 — Muet
- Genre : Western
- Durée : 50 minutes
- Dates de sortie : 
  -  États-Unis : 2 septembre 1923
  -  Pays-Bas : 1er août 1924

## Distribution
- William Farnum : Billy Buell
- Doris May : Nellie Camp
- Lee Shumway : Joe Benchley
- J. Morris Foster : Lew Camp
- Virginia True Boardman : Marjorie Camp
- Irene Hunt : Alice Benchley
- Arthur Morrison : Jacob Benchley
- Cecil Van Auker : William Camp
- Jerry Campbell : 	Henry Benchley
- Ken Maynard : (non crédité)